# Toon (geluid)
Een toon is een voor het menselijk oor waarneembaar geluid met een vaste frequentie, toonhoogte genoemd, en een vaste klanksamenstelling, bepaald door de naast de grondtoon in de toon aanwezige boventonen.
Een toon heeft een toonhoogte, die wordt gekenmerkt door het aantal trillingen per seconde, uitgedrukt in hertz (Hz). 
De eerste boventoon van een toon heeft een twee keer zo grote frequentie en is een octaaf hoger. Daarom klinken een toon en zijn octaaf als zeer nauw verwante tonen.
Een sinustoon is een toon zonder boventonen.

## Uitdrukkingen
Er zijn enkele uitdrukkingen gebaseerd op het begrip toon: 
- Een toontje lager zingen (Minder pretenties gaan vertonen)
- Uit de toon vallen (Opvallend afwijken van de rest, meestal in ongunstige zin)
- De toon zetten (Een begin maken met iets, en daarmee aangeven welke vorm of stijl moet worden gehanteerd).